# Список женщин — лауреатов Нобелевской премии

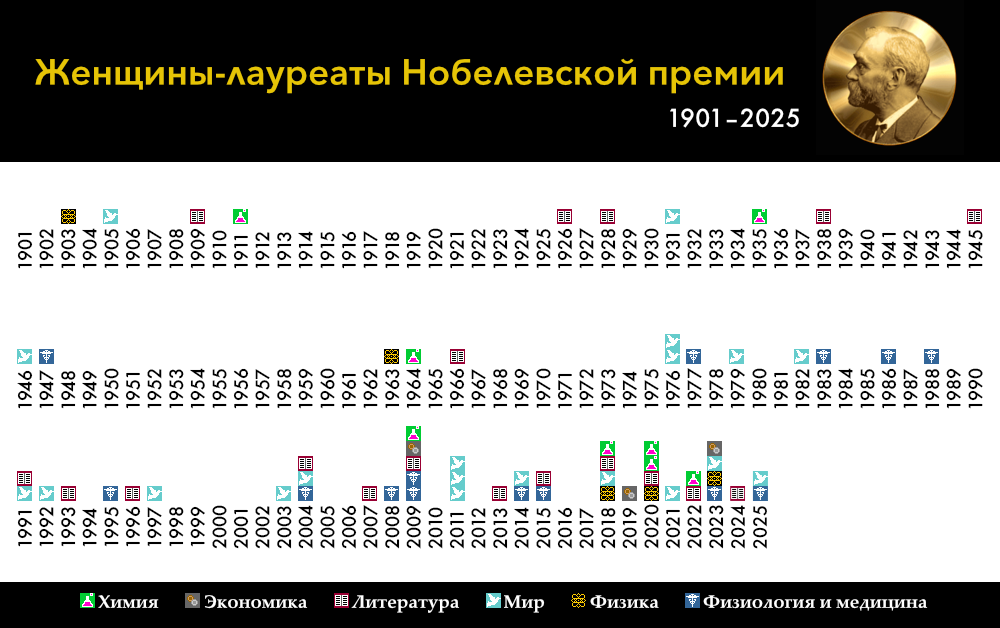
Распределение женщин-лауреатов Нобелевской премии по годам

В данном списке перечислены женщины, удостоенные Нобелевской премии (в том числе и Премии памяти Нобеля по экономике).
Нобелевские премии ежегодно присуждают Шведская Королевская академия наук, Каролинский институт и Норвежский Нобелевский комитет личностям, которые сделали выдающийся вклад в области химии, физики, литературы, укрепления мира и физиологии или медицины. Премии были созданы в 1895 году по воле Альфреда Нобеля, который определил, что денежная часть премии должна быть в ведении Фонда Нобеля. Ещё одна премия, Премия Шведского государственного банка по экономическим наукам памяти Альфреда Нобеля, была создана в 1968 году центральным банком Швеции за вклад в области экономики. Каждая премия присуждается отдельным комитетом: Шведская Королевская академия наук присуждает премии в области физики, химии и экономики, Каролинский институт присуждает премии в области физиологии или медицины, а норвежский Нобелевский комитет присуждает премии мира. Каждый лауреат получает медаль, диплом и денежное вознаграждение, которое меняется на протяжении многих лет. В 1901 году лауреатам первой Нобелевской премии были даны 150 782 шведских кроны, что составляло 7 731 004 шведских кроны в декабре 2007 года. В 2008 году победители были награждены премией в размере 10 000 000 шведских крон. Награды вручаются в Стокгольме на ежегодной церемонии 10 декабря, в годовщину смерти Нобеля.
В период с 1901 по 2024 год Нобелевская премия и Премия памяти Нобеля по экономике присуждались 627 раз: 31 раз — организациям и 981 раз — людям. Среди 976 человек, ставших нобелевскими лауреатами (пятеро — дважды), 65 женщин. При этом первая женщина-лауреат, Мария Кюри, удостаивалась премии дважды: в 1903 году по физике (совместно с мужем Пьером Кюри и Анри Беккерелем) и в 1911 году по химии. Дочь Марии Кюри Ирен Жолио-Кюри также была награждена Нобелевской премией по химии в 1935 году. Рекордным по количеству награждений среди женщин стал 2009 год — сразу пять женщин получили Нобелевскую премию, в том числе первая женщина-лауреат по экономике Элинор Остром. В 2014 году Нобелевскую премию мира получила 17-летняя Малала Юсуфзай, став самым юным лауреатом премии в истории.

## Лауреаты
| Год  | Фото | Лауреат                                                                                           | Возраст, в котором присуждена премия | Страна              | Категория             | Обоснование |
| ---- | ---- | ------------------------------------------------------------------------------------------------- | ------------------------------------ | ------------------- | --------------------- | --- |
| 1903 |      | Мария Склодовская-Кюри (1867—1934) (совместно с Пьером Кюри и Анри Беккерелем)                    | 36                                   | Франция             | Физика                | «В знак признания экстраординарных возможностей, которые они открыли в своих совместных исследованиях радиационного явления, обнаруженного профессором Анри Беккерелем»    |
| 1905 |      | Берта фон Зутнер (1843—1914)                                                                      | 62                                   | Австро-Венгрия      | Премия мира           | Почётный президент организации Международное бюро мира, Берн, Швейцария; автор романа «Долой оружие!»                                                                      |
| 1909 |      | Сельма Лагерлёф (1858—1940)                                                                       | 51                                   | Швеция              | Литература            | «В признательность за благородный идеализм, пылкое воображение и духовное восприятие, характеризующие её сочинения»                                                        |
| 1911 |      | Мария Склодовская-Кюри (1867—1934)                                                                | 44                                   | Франция             | Химия                 | «За открытие радия и полония» |
| 1926 |      | Грация Деледда (1871—1936)                                                                        | 55                                   | Италия              | Литература            | «За её идеалистически вдохновлённые книги, которые с пластической ясностью запечатлели жизнь на её родном острове и с глубиной и сочувствием решали человеческие проблемы» |
| 1928 |      | Сигрид Унсет (1882—1949)                                                                          | 46                                   | Норвегия            | Литература            | «Главным образом за её колоритные описания жизни Севера во времена Средневековья»                                                                                          |
| 1931 |      | Джейн Аддамс (1860—1935) (совместно с Николасом Батлером)                                         | 71                                   | США                 | Премия мира           | Социолог; президент организации Women's International League for Peace and Freedom                                                                                         |
| 1935 |      | Ирэн Жолио-Кюри (1897—1956) (совместно с Фредериком Жолио-Кюри)                                   | 38                                   | Франция             | Химия                 | «За синтезирование новых радиоактивных элементов» |
| 1938 |      | Перл Бак (1892—1973)                                                                              | 46                                   | США                 | Литература            | «За её богатые и поистине эпические описания крестьянской жизни в Китае и за биографические шедевры»                                                                       |
| 1945 |      | Габриела Мистраль (1889—1957)                                                                     | 56                                   | Чили                | Литература            | «За её лирическую поэзию, которая, вдохновленная мощными эмоциями, сделала её имя символом идеалистического устремления для всей Латинской Америки»                        |
| 1946 |      | Эмили Болч (1867—1961) (совместно с Джоном Моттом)                                                | 79                                   | США                 | Премия мира           | Бывший профессор истории и социологии; почётный международный президент организации Women’s International League for Peace and Freedom                                     |
| 1947 |      | Герти Кори (1896—1957) (совместно с Карлом Кори и Бернардо Усайем)                                | 51                                   | США                 | Физиология и медицина | «За открытие курса каталитической конверсии гликогена» |
| 1963 |      | Мария Гёпперт-Майер (1906—1972) (совместно с Хансом Йенсеном и Юджином Вигнером)                  | 57                                   | США                 | Физика                | «За открытия, касающиеся структуры оболочки ядра» |
| 1964 |      | Дороти Ходжкин (1910—1994)                                                                        | 54                                   | Великобритания      | Химия                 | «За определения применимости рентгеновских методов для структур важных биохимических веществ»                                                                              |
| 1966 |      | Нелли Закс (1891—1970) (совместно со Шмуэлем Агноном)                                             | 75                                   | Швеция              | Литература            | «За выдающиеся лирические и драматические сочинения, которые интерпретируют судьбу Израиля»                                                                                |
| 1976 |      | Бетти Уильямс (1943—2020) (совместно с Мейрид Корриган)                                           | 32                                   | Великобритания      | Премия мира           | Основатели Движения за мир в Северной Ирландии (англ. Northern Ireland Peace Movement), позже переименованного в Сообщество мирных людей (англ. Community of Peace People) |
| 1976 |      | Мейрид Корриган (род. 1944) (совместно с Бетти Уильямс)                                           | 33                                   | Великобритания      | Премия мира           | Основатели Движения за мир в Северной Ирландии (англ. Northern Ireland Peace Movement), позже переименованного в Сообщество мирных людей (англ. Community of Peace People) |
| 1977 |      | Розалин Сасмен Ялоу (1921—2011) (совместно с Роже Гийменом и Эндрю Шалли)                         | 56                                   | США                 | Физиология и медицина | «За разработку радиоиммунного анализа пептидных гормонов»" |
| 1979 |      | Мать Тереза (1910—1997)                                                                           | 69                                   | Индия               | Премия мира           | Лидер «Сестры Миссионерки Любви», Калькутта |
| 1982 |      | Альва Мюрдаль (1902—1986) (совместно с Альфонсо Роблесом)                                         | 80                                   | Швеция              | Премия мира           | Бывший министр, дипломат, писательница |
| 1983 |      | Барбара Мак-Клинток (1902—1992)                                                                   | 81                                   | США                 | Физиология и медицина | «За открытие мобильных генетических элементов» |
| 1986 |      | Рита Леви-Монтальчини (1909—2012) (совместно со Стэнли Коэном)                                    | 77                                   | Италия              | Физиология и медицина | «За открытие фактора роста нервов» |
| 1988 |      | Гертруда Элайон (1918—1999) (совместно с Джеймсом Блэком и Джорджем Хитчингсом)                   | 70                                   | США                 | Физиология и медицина | «За открытие важных принципов применения лекарств» |
| 1991 |      | Надин Гордимер (1923—2014)                                                                        | 68                                   | ЮАР                 | Литература            | «За её великолепный эпос в письменной форме — по словам Альфреда Нобеля — за очень большую пользу для всего человечества»                                                  |
| 1991 |      | Аун Сан Су Чжи (род. 1945)                                                                        | 46                                   | Мьянма              | Премия мира           | «За её ненасильственную борьбу за демократию и права человека» |
| 1992 |      | Ригоберта Менчу (род. 1959)                                                                       | 33                                   | Гватемала           | Премия мира           | «В знак признания её работы в интересах социальной справедливости и этно-культурного примирения, основанного на уважении прав коренных народов»                            |
| 1993 |      | Тони Моррисон (1931—2019)                                                                         | 62                                   | США                 | Литература            | «Той, кто в романах характеризуется дальновидностью и поэтичностью, даёт жизнь важнейшим аспектам американской реальности»                                                 |
| 1995 |      | Кристиана Нюсляйн-Фольхард (род. 1942) (совместно с Эдвардом Льюисом и Эриком Вишаусом)           | 53                                   | Германия            | Физиология и медицина | «За их открытия, касающиеся генетического контроля раннего эмбрионального развития»                                                                                        |
| 1996 |      | Вислава Шимборская (1923—2012)                                                                    | 73                                   | Польша              | Литература            | «За поэзию, что с ироничной точностью позволяет историческому и биологическому контексту выйти на свет во фрагментах человеческой реальности»                              |
| 1997 |      | Джоди Уильямс (род. 1950) (совместно с Международным движением за запрещение противопехотных мин) | 47                                   | США                 | Премия мира           | «За их работу по запрещению и обезвреживанию противопехотных мин» |
| 2003 |      | Ширин Эбади (род. 1947)                                                                           | 56                                   | Иран                | Премия мира           | «За её усилия в интересах демократии и прав человека. Она сосредоточила своё внимание прежде всего на борьбу за права женщин и детей»                                      |
| 2004 |      | Эльфрида Елинек (род. 1946)                                                                       | 64                                   | Австрия             | Литература            | «За музыкальность её героев и антигероев в романах и пьесах, что с особым лингвистическим напором выявляет абсурдность общественных клише и их подчинение власти»          |
| 2004 |      | Вангари Маатаи (1940—2011)                                                                        | 58                                   | Кения               | Премия мира           | «За её вклад в устойчивое развитие, демократию и мир» |
| 2004 |      | Линда Бак (род. 1947) (совместно с Ричардом Экселом)                                              | 57                                   | США                 | Физиология и медицина | «За их открытия: рецептор одоранта и организацию обонятельной сенсорной системы»                                                                                           |
| 2007 |      | Дорис Лессинг (1919—2013)                                                                         | 88                                   | Великобритания      | Литература            | «О том, что женский опыт, со скептицизмом, огнём и с дальновидной силой подчиняет разделённую цивилизацию контролю»                                                        |
| 2008 |      | Франсуаза Барре-Синусси (род. 1947) (совместно с Харальдом цур Хаузеном и Люком Монтанье)         | 61                                   | Франция             | Физиология и медицина | «За их открытие вируса иммунодефицита человека» |
| 2009 |      | Элизабет Блэкбёрн (род. 1948) (совместно с Кэрол Грейдер и Джеком Шостаком)                       | 56                                   | Австралия, · США    | Физиология и медицина | «За открытие механизмов защиты хромосом теломерами и фермента теломеразы»                                                                                                  |
| 2009 |      | Кэрол Грейдер (род. 1961) (совместно с Элизабет Блэкбёрн и Джеком Шостаком)                       | 48                                   | США                 | Физиология и медицина | «За открытие механизмов защиты хромосом теломерами и фермента теломеразы»                                                                                                  |
| 2009 |      | Ада Йонат (род. 1939) (совместно с Венкатраманом Рамакришнаном и Томасом Стейцом)                 | 70                                   | Израиль             | Химия                 | «За исследования структуры и функций рибосомы» |
| 2009 |      | Герта Мюллер (род. 1953)                                                                          | 56                                   | Румыния, · Германия | Литература            | «Той, кто своей сосредоточенностью в поэзии и искренностью в прозе, рисует пейзаж обездоленных»                                                                            |
| 2009 |      | Элинор Остром (1933—2012) (совместно с Оливером Уильямсоном)                                      | 76                                   | США                 | Экономика             | «За исследования в области экономической организации» |
| 2011 |      | Элен Джонсон-Серлиф (род. 1938) (совместно с Леймой Гбови и Тавакуль Карман)                      | 73                                   | Либерия             | Премия мира           | «За ненасильственную борьбу за права и безопасность женщин и участие в миротворческом процессе»                                                                            |
| 2011 |      | Лейма Гбови (род. 1972) (совместно с Тавакуль Карман и Элен Джонсон-Серлиф)                       | 39                                   | Либерия             | Премия мира           | «За ненасильственную борьбу за права и безопасность женщин и участие в миротворческом процессе»                                                                            |
| 2011 |      | Тавакуль Карман (род. 1979) (совместно с Леймой Гбови и Элен Джонсон-Серлиф)                      | 32                                   | Йемен               | Премия мира           | «За ненасильственную борьбу за права и безопасность женщин и участие в миротворческом процессе»                                                                            |
| 2013 |      | Элис Манро (1931–2024)                                                                            | 82                                   | Канада              | Литература            | «Мастеру современного рассказа» |
| 2014 |      | Малала Юсуфзай (род. 1997) (совместно с Кайлашом Сатьярти)                                        | 17                                   | Пакистан            | Премия мира           | «За борьбу против подавления детей и молодых людей и за право всех детей на образование»                                                                                   |
| 2014 |      | Мэй-Бритт Мозер (род. 1963) (совместно с Джоном О’Кифом и Эдвардом Мозером)                       | 51                                   | Норвегия            | Физиология и медицина | «За открытие системы клеток в мозге, которая позволяет ориентироваться в пространстве»                                                                                     |
| 2015 |      | Ту Юю (род. 1930) (совместно с Уильямом Кэмпбеллом и Сатоси Омурой)                               | 84                                   | Китай               | Физиология и медицина | «За её открытия в области новых способов лечения малярии» |
| 2015 |      | Светлана Алексиевич (род. 1948)                                                                   | 67                                   | Беларусь            | Литература            | «За её многоголосное творчество — памятник страданию и мужеству в наше время»                                                                                              |
| 2018 |      | Донна Стрикленд (род. 1959) (совместно с Артуром Эшкином и Жераром Муру)                          | 59                                   | Канада              | Физика                | «За их метод получения высокоинтенсивных, сверхкоротких оптических импульсов»                                                                                              |
| 2018 |      | Фрэнсис Арнольд (род. 1956) (совместно с Грегом Уинтером и Джорджем Смитом)                       | 62                                   | США                 | Химия                 | «За направленную эволюцию ферментов» |
| 2018 |      | Надия Мурад (род. 1993) (совместно с Дени Муквеге)                                                | 25                                   | Ирак                | Премия мира           | «За их попытку прекратить использование сексуального насилия в качестве оружия в войнах и вооружённых конфликтах»                                                          |
| 2019 |      | Эстер Дюфло (род. 1972) (совместно с Абхиджитом Банерджи и Майклом Кремером)                      | 46                                   | США                 | Экономика             | «За экспериментальный подход к борьбе с глобальной бедностью» |
| 2020 |      | Андреа Гез (род. 1965) (совместно с Роджером Пенроузом и Райнхардом Генцелем)                     | 55                                   | США                 | Физика                | «За открытие сверхмассивного компактного объекта в центре нашей галактики»                                                                                                 |
| 2020 |      | Эмманюэль Шарпантье (род. 1968) (совместно с Дженнифер Даудна)                                    | 52                                   | Франция             | Химия                 | «За разработку метода редактирования генома» |
| 2020 |      | Дженнифер Даудна (род. 1964) (совместно с Эмманюэль Шарпантье)                                    | 56                                   | США                 | Химия                 | «За разработку метода редактирования генома» |
| 2020 |      | Луиза Глюк (1943–2023)                                                                            | 77                                   | Франция             | Литература            | «За уникальный поэтический голос, который своей строгой красотой делает индивидуальное существование универсальным»                                                        |
| 2021 |      | Мария Ресса (род. 1963) (совместно с Дмитрием Муратовым)                                          | 58                                   | Филиппины, · США    | Премия мира           | «За усилия по защите свободы слова, которая является необходимым условием демократии и прочного мира»                                                                      |
| 2022 |      | Каролин Бертоцци (род. 1966) (совместно с Мортеном Мельдалем и Барри Шарплессом)                  | 55                                   | США                 | Химия                 | «За развитие методов клик-химии и биоортогональной химии» |
| 2022 |      | Анни Эрно (род. 1940)                                                                             | 82                                   | Франция             | Литература            | «За мужество и клиническую остроту, с которыми она раскрывает корни, отчуждённость и коллективные ограничения личной памяти»                                               |
| 2023 |      | Анн Л’Юилье (род. 1958)(совместно с Ференцем Краусом и Пьером Агостини)                           | 65                                   | Франция, · Швеция   | Физика                | «За экспериментальные методы, генерирующие аттосекундные импульсы света для изучения динамики электронов в веществе»                                                       |
| 2023 |      | Каталин Карико (род. 1955)(совместно с Дрю Вайсманом)                                             | 68                                   | Венгрия, · США      | Физиология и медицина | «За открытия, касающиеся модификаций нуклеозидных оснований, которые позволили разработать эффективные мРНК-вакцины против COVID-19»                                       |
| 2023 |      | Наргиз Мохаммади (род. 1972)                                                                      | 51                                   | Иран                | Премия мира           | «За борьбу против угнетения женщин в Иране и борьбу за права человека и свободу для всех»                                                                                  |
| 2023 |      | Клаудия Голдин (род. 1946)                                                                        | 77                                   | США                 | Экономика             | «За улучшение нашего понимания результатов женского рынка труда» |
| 2024 |      | Хан Ган (род. 1970)                                                                               | 53                                   | Республика Корея    | Литература            | «За насыщенную поэтическую прозу, которая противостоит историческим травмам и раскрывает хрупкость человеческой жизни»                                                     |